# Tapura guianensis
Espèce
Statut de conservation UICN

 LC  : Préoccupation mineure
Synonymes
- Chailletia sessiliflora DC.
- Rohria petioliflora Willd.
- Rohria schreberi J.F. Gmel.
- Rohria tapura J.F. Gmel.
- Tapura cucullata Benth.
- Tapura latifolia Benth.
- Tapura negrensis Suess.[1]

Tapura guianensis est une espèce de plantes à fleurs de la famille des Dichapetalaceae. C'est arbuste rare. Il s'agit de l'espèce type du genre Tapura Aubl..
Au Suriname, on le nomme Boesi Kofi (Hollandais du Suriname), Wassakao (Karib), Pakira-oedoe, Pakira-tiki (Nenge tongo).
Au Guyana, il porte les noms de Lukuchi-danni, Muribania, Surubundi, Walaballi, Waidan.
Au Venezuela, on l'appelle Jabón de hoja ancha, Vara vara negro .

## Description
Tapura guianensis est un petit arbre atteignant 5(9) m de haut, à rameaux glabres ou peu pubères devenant rapidement glabre, cylindriques ou subcylindriques à côtes subéminentes. 
Les feuilles, les pétioles et les jeunes tiges, sont glabres.
Les pétioles sont épais, peu pubérulents à pubescents apprimés lorsqu'ils sont jeunes, devenant moins pubescents avec l'âge, rugueux, cylindriques à légèrement canaliculés, et longs de (5)6 à 1(1,4) mm.
Les stipules, sont subtriangulaires, lancéolés, caduques et longs de 0,1-0,2 cm.
Le limbe mesure 6-23 x 2,1-9 cm, est glabre (ou avec quelques poils raides appréciés en dessous), de forme oblongue ou elliptique-oblongue (rarement oblong-lancéolé ou lancéolé), acuminé (acumen long de 4-18 mm), à base arrondi à cunéiforme, inégale, subcoriaces, glabres.
La face inférieure est glabre ou avec seulement quelques avec des trichomes raides apprimés.
La nervure médiane est imprimée dessus, saillante et glabre ou avec quelques poils raides apprimés seulement dessous.
On compte 7-14 paires de nervures secondaires, arquées, anastomosées. 
L'inflorescence est un glomérule ou une grappe en faisceau subsessile (ou avec un pédicelle long de 0,1 cm), dense, inséré sur la partie supérieure du pétiole.
Les fleurs sont hermaphrodites, jaunes, longues de 0,8-1,0 cm à l'âge adulte. 
On observe une bractéole persistante, pubescente, et longue de 0,5-1 mm.
Le calice pileux à l'extérieur, long de 3,5-5,5 mm, est irrégulier : les trois plus grands lobes sont plus ou moins ovales, et les deux plus petits obovales. 
La corolle, de couleur blanche ou jaune, est plus ou moins deux fois plus longue que le calice, en forme de long tube obconique, glabrescent à l'extérieur, densément duveteux à l'intérieur, avec des lobes inégaux : les deux plus gros sont sub-bicuculés, les trois plus petits plus ou moins lancéolés. 
On compte 5 étamine : 3 fertiles à base densément pubescente (alternant avec les plus grands lobes de la corolle, légèrement inégaux, les filets, adnés au tube de la corolle), et 2 petites staminodes, subulées. 
L'ovaire est pileux tomenteux à l'extérieur, et comporte 3 loges, avec 1 ou 2 ovules par loge. 
Le style est élargi en haut, avec trois stigmates recourbés. 
Le disque est semi-annulaire autour de la base de l'ovaire, sub-trilobé près des étamines fertiles.
Le fruit est une drupe subglobuleuse ou ovoïde, étroitement oblong à ellipsoïde, longue de 7-15 mm, contenant généralement 1(2) loge.
L'épicarpe porte une courte pubescence veloutée compacte, et le mésocarpe très fin.
L'endocarpe est très fin , dur, ligneux, et glabre à l'intérieur,,,.

NB : on distingue nettement Tapura guianensis de T. capitulifera par la structure florale, mais ils sont souvent impossibles à distinguer sur le matériel d'herbier stérile. 

## Répartition
Tapura guianensis est présent du sud-est de la Colombie, au Brésil amazonien en passant par le Venezuela, le Guyana, le Suriname, la Guyane, l'Équateur, et le Pérou,.

## Écologie
On rencontre Tapura guianensis dans les forêts de basse altitude sempervirentes de terre ferme (non inondées) et les basses forêts de montagne, autour de 50–800 m d'altitude au Venezuela, et dans les forêts anciennes guyanaises et amazonienne sur les sols inondés et non inondés, jusqu'à 800 m d'altitude.
Tapura guianensis fleurit toute l'année dans les Guyanes, avec un pic de novembre à avril.
On rapporte une fructification en Guyane en août et septembre.
Les racines de Tapura guianensis se développent à 10 cm de profondeur et sont légèrement coloniéses par les mycorhizes.
Les feuilles de Tapura guianensis produisent des phytolithes courbes, fins et irréguliers.
Tapura guianensis est une des espèces ayant permis d'appuyer la "théorie des refuges forestiers du Pléistocène dans le bassin amazonien" sur une base phytogéographique.

## Utilisations
Le sel extrait de la cendre de Tapura guianensis contient 15,6 % de CO32−, 3,2 % de Cl−, 23,7 % de SO442−, 0,06 % de Na+, 33,6% de K+.

## Protologue

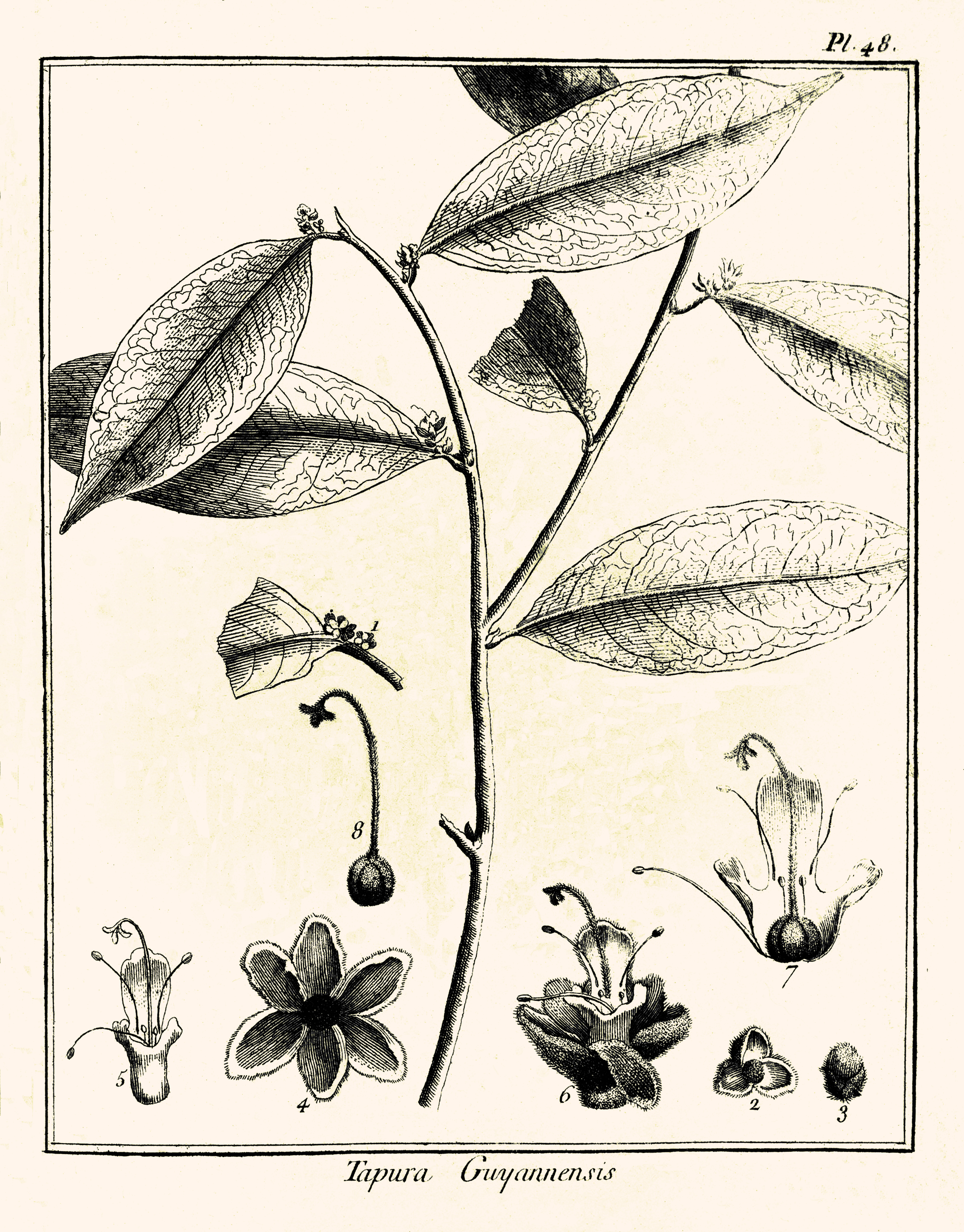
Tapura guianensis (Pl. 48) d'après Aublet, 1775 (1. Portion de feuille. Pédoncule qui porte les fleurs parmi pluſieurs écailles. - 2. Écailles qui ſoutiennent le calice. - 3. Bouton de fleur. - 4. Calice. - 5. Corolle. Étamines. Style. Stigmate. - 6. Fleur épanouie. - 7. Corolle ouverte. piſtil. Étamines. - 8. Ovaire. Style. Stigmate.).

En 1775, le botaniste Aublet propose le protologue suivant : 

« TAPURA guianenſis. (Tabula 48.)
Frutex duodecim-pedalis, ramoſus. Folia alterna, petiolata, glabra, ovata, acuta, acumine obtuſo ; ſtipulata. Stipulis brevibus deciduis. Flores minuti, congeſti ad baſim folii ſuprà petiolum, femles. Calix tribus ſquamulis involvitur, perſiſtentibus. Corolla flava.
Florebat Auguſto.
Habitat in ſylvis prope montem Serpent dictum.

LA TAPURE de la Guiane. (PLANCHE 48.)
Cet arbrisseau s'élève a douze pieds & plus. Son tronc a quatre pouces de diamètre. Il eſt garni de branches à environ deux pieds au deſſus de terre ; ces branches ſont rameuſes, dures, flexibles & ligneuſes, garnies de feuilles alternes, entières, liſſes, vertes, fermés, ovales, & terminées en pointe mouſſe : leur pédicule eſt ligneux & court, convexe en deſſous, & creuſe en goutière en deſſus, accompagne de deux petites stipules qui tombent. Les plus grandes feuilles ont cinq pouces de longueur, ſur deux & plus de largeur.
Les fleurs ſont jaunes ; elles naiſſent a la baſe des feuilles, ſur le pédicule, au nombre de cinq, de ſept & plus.
Le calice eſt d'une ſeule pièce, diviſée profondément en ſix parties inégales, concaves & ovales: il eſt ſoutenu par trois écailles vertes. La corolle eſt d'une ſeule pièce irrégulière,partagée en deux lèvres. Son tube eſt très court: la lèvre inférieure eſt à deux lobes courts, arrondis, échancrés & concaves: la lèvre ſupérieure eſt plus longue, plus large, & terminée par trois échancrures, cette corolle eſt attachée au fond du calice, tout près de l'ovaire.
Les étamines ſont au nombre de cinq ; une placée au bas du tube, ſous la lèvre inférieure ; ſon filet eſt long, grêle & blanc. Des quatre autres, deux très petites ſont placées à droite & à gauche à la baſe de la lèvre ſupérieure. Les deux autres étamines ſont attachées ſur chaque côté de la lèvre ſupérieure. Les anthères ſont noires, & à deux bourſes.
Le piſtil eſt un ovaire arrondi, à trois côtes, ſurmonté d'un style long, qui ſe courbe à ſon extrémité, & ſe termine par trois stigmates.
Je n'ai pas vu l'ovaire dans ſa maturité; & il étoit ſi petit, que je n'ai pas pu en le coupant, m'aſſurer de ſa ſtructure.
Toutes les parties de la fleur ſont velues, tant en dehors qu'en dedans.
On a groſſi conſidérablement les parties de la fleur qui ſont repréſentées.
Les Créoles nomment cet arbriſſeau BOIS-DE-GOLETTE. C'eſt le nom qu'ils donnent ordinairement aux bois dont ils ſe fervent pour cliſſer les murs & cloiſons de leur maiſon.
J'ai trouvé cet arbriſſeau dans les forêts qui ſont dans le voiſinage de montagne Serpent.
II étoit en fleur dans le mois d'Août. »

— Fusée-Aublet, 1775.